# シャーマンキング
『シャーマンキング』（SHAMAN KING）は、武井宏之による日本の漫画。『週刊少年ジャンプ』（集英社）において、1998年31号（1998年7月13日号）から2004年40号（2004年9月13日号）まで連載された。通称は「マンキン」。話数カウントは「第○廻」（○には漢数字が入る）。2021年3月時点でシリーズ累計発行部数は3800万部を突破している。
武井の代表作であり、霊能力者（シャーマン）の少年麻倉葉が、シャーマンの頂点を決める戦い「シャーマンファイト」に参加し、全知全能の力を持つシャーマンキングとなるための戦いを描く物語。
2018年からは講談社へ移籍し、『SHAMAN KING』のタイトルで展開されている。

## 略歴
『週刊少年ジャンプ』（集英社）において1998年31号（1998年7月13日号）から連載開始。
2001年にテレビ東京系列にてアニメ化、約1年ほど放送された。アニメで放送されなかった「恐山ル・ヴォワール」にあたるストーリーは、アニメ版キャストでドラマCD化されている。トレーディングカードゲーム『超・占事略決』も発売され、そのカードゲームを題材にしたゲーム『シャーマンキング 超・占事略決』がGBCとGBAのソフトとして発売されている。2008年3月4日から完全版が発売された（後述）。
2004年3月12日に開設された青森県警むつ警察署（むつ市）のホームページのマスコットキャラに、登場人物の恐山アンナが選ばれた。

### 打ち切りと完全版における補完
連載末期には『週刊少年ジャンプ』のアンケート順位が最下位近くで低迷を続けた末、2004年40号（2004年9月13日号）をもって打ち切りという形で連載終了となった。ジャンプコミックス最終巻のラストシーンにはみかんが描かれているが、これはストーリーの未完を意味する武井のシャレである。連載終了直後にラジオ番組『林原めぐみのTokyo Boogie Night』において、武井からの手書きの手紙が読まれ、連載終了が不本意であったことが伝えられた。
2007年12月に開催されたジャンプフェスタ2008及び『週刊少年ジャンプ』2008年13号にて、作品の完全版が発売されることが発表され、2008年3月より月2冊ずつ刊行された。ジャンプコミックス版でも執筆できなかったストーリーの続きの描き下ろし約380ページが追加され完結した。マンタリテによると最初はリミックスで発売という話だったのが、この描き下ろしなど追加のため完全版で出すこととなった。完全版は全27巻。また、その後2011年4月より廉価版が全16巻で刊行されている。

### 『ジャンプ改』で復活
2011年9月、『シャーマンキング』が『ジャンプ改』で復活することが発表された。同年11月から2012年3月までは主要キャラクターの過去を描いた読切連作『シャーマンキング0』が掲載され、翌4月からは葉の息子である花を主人公にした『シャーマンキングFLOWERS』の連載がスタートした。しかし、『ジャンプ改』は2014年10月発売の11月号をもって休刊、連載も同号で終了となった。以後の動きについては未定で、最終号には「続報をお待ちください」という告知が掲載された。

### 講談社から再始動＆再アニメ化
2018年1月、講談社にてシャーマンキング20周年記念サイトがオープンし、同年4月発売の『少年マガジンエッジ』5月号にて「SHAMAN KING 新章プロローグ」が掲載。6月号より新章となる『SHAMAN KING THE SUPER STAR』が連載開始された。また、5月より『シャーマンキング』を電子書籍化した『SHAMAN KING』KC完結版（全35巻）が講談社から発売され、2020年6月よりマガジンエッジKCにて紙の書籍での完結版が刊行された。
また外伝作品として、『少年マガジンエッジ』にて『SHAMAN KING レッドクリムゾン』『SHAMAN KING マルコス』（漫画：ジェット草村）が、『なかよし』にて『SHAMAN KING &a garden』（構成：ジェット草村、まんが：鵺澤京）が、『マガジンポケット』にて『SHAMAN KING FAUST8 永遠のエリザ』（小説版原作：虎走かける、漫画：田中文）が発表されている。
2021年4月からは『SHAMAN KING』KC完結版を原作とする完全新作アニメーションの放送が始まり、シリーズ完結までが初めて映像化された。2022年4月の最終話放送後にはアニメ続編の制作が発表され、2024年1月より『シャーマンキングFLOWERS』を原作とする『SHAMAN KING FLOWERS』が放送された。

## あらすじ
森羅学園中等部に通う少年・小山田まん太は、ある日の帰宅途中、墓場で幽霊と戯れる少年と出会う。少年の名は麻倉葉。彼は霊と様々な交流ができる者、シャーマンと呼ばれる者達の一人だった。彼は500年に一度行われるシャーマン同士の戦い「シャーマンファイト」に参加するために上京してきていた。シャーマンファイト、それは全世界のシャーマンを統べる「シャーマンキング」を決める戦いである。葉と友人になったまん太は、彼を通じて様々なシャーマンたちと出会い、その戦いを目撃していく。

## 用語解説

### 基本用語
シャーマン
霊能力を持ち、霊と交流する人間の総称。一般的なシャーマンの詳細はシャーマニズムを参照。
シャーマンは各々の方法で霊の力を借りることができる。多くのシャーマンは「持霊（もちれい）」と呼ばれる専用の霊を連れている。持霊は当人の能力次第で数・実力が異なり、その力を借りて様々なことを行う。霊能力は先天性の場合と、何らかの外因で目覚める後天性の場合がある。
本作では、作中に登場する霊能力者のことを総称して「シャーマン」と呼び、ほとんどのシャーマンは持霊＝自分専用の霊を持っている。ただ霊が見えるだけの人間はシャーマンと呼ばない。
巫力（ふりょく）
シャーマンが巫術（ふじゅつ）を使う際に用いる力。
量は当人の精神力に比例し、基本的に巫力が多い者ほど強力な術を使える。だが巫術の成果は巫力の消費量だけでなく、巫術を使った時のシャーマンの精神状態に大きく左右されるため、シャーマンには巫力と共に揺ぎない強い心が必要になる。
巫力はシャーマンの心から生まれる力であるため、シャーマンそれぞれの思想・心の在りようにより特性が生じることもあり、中には他人の巫力を無効化するような物もある。
巫力の量を特殊な機器を使うことで計測し数値化したものを「巫力値」といい、各シャーマンが扱える霊・巫術の目安となる。ただし、数値化によって自分の限界を錯覚し、絶望して立ち直れなくなるシャーマンが出る恐れがあるため、巫力値の測り方は秘匿されている。
巫力値は基本的に生まれた時から変動することはないが、死に近い体験をすることで増加する。臨死体験では約4万ほど上昇し、完全な死後に蘇生した者では最低5万の巫力値増加が明言されている（ただし上がり方は個人差が激しい）。巫力値50万以上のシャーマンは「神クラス」と称される。
霊（れい）
魂のみの存在の総称。本作の霊にはいくつかの種類が定義されている。生前の姿で分けられるものは、「人間霊」「動植物霊」「物の霊（付喪神）」の三種が明言されている。また、自然の力が集合し生まれた自然霊など、生き物ではなく元から魂のみの存在として生まれる霊もいる。
この世にいる霊の内、元は生者だった霊は基本的に何らかの未練で留まっており、多くの霊は生前の姿をとるが、囚われた想いによっては地縛霊など悪霊に変質し異形の姿を取る場合もある。
また、強い霊力や秘術で魂が純化したり、長い時の流れで生前の形を忘れたり、複数の魂や念や自然の力が集合し具現化することで、魂の最も強いイメージに依存した異形や抽象的な姿をとる「精霊」に進化する霊もいる。
霊力（れいりょく）
霊の魂の純度、霊的な力の大きさを差す。霊力は霊同士の争いや、霊と共に戦うシャーマンの争いの際に重要な要素になる。
霊力が大きい霊ほど強い能力を持ち、霊力を数値化したものを「霊力値」と呼ぶ。生前の精神力が強かった者は霊力も当然ながら高い。また、霊が永い時を過ごして精霊に進化したり、修行により精神的に成長することでも増加する。
霊はその魂自体の進化過程および、人々の信仰の度合いに応じた段階分けがされており、下から「生物霊クラス」「精霊クラス」「神クラス」の三段階が明言されている。
通常、霊の現実への干渉力は低いが、神クラスの霊などを始めとする霊力が高い霊は、存在するだけでも現世へ影響を及ぼすこともある。
憑依合体（ひょういがったい）
霊をシャーマンの肉体に憑依させる技術。
シャーマンの肉体に霊を憑依させることで、その霊が生前に持っていた知識や技術、性格を肉体で再現する。あくまで霊の個性を肉体で再現する技術であるため巫力の消費は少ないが、引き換えにオーバーソウルのような霊的な攻撃を行うことは出来ない。
一つの肉体に二つの魂を容れるため、シャーマンと霊が一心同体にならねば生前の力を100%再現することはできず、意思疎通がうまくいかなければ体はコントロールを失ってしまう。
霊を扱う力を持たない人間に霊が無理やり憑依合体した場合、人間の意識が霊に奪われるだけでなく、憑かれた人間の心身共に大きな負荷が掛かるため、最悪の場合死に至る。
オーバーソウル（O.S.）
霊が物体に憑依した際に溢れ出る、具現化した霊のこと。シャーマンによって本来物体に憑くことの出来ない霊を無理矢理憑依させ、巫力によって霊を具現化させる技術とも言える。
O.S.中の霊体は物理的な干渉力を獲得し、各自が持つ特殊能力を具現化させることも可能。ただし、あくまで霊的なものであるため、霊能力者以外にはO.S.は見えず、巫力を使った力以外で壊すこともできない。具現化する形態は霊の性質・形状と術者のイメージで決まり、イメージ次第では伸縮などの変形も可能。
O.S.はシャーマンの心の力、巫力で具現化させているため、霊の力だけでなく術者各々の巫力の特性も反映され、また術者が強く確かなイメージを持って巫力を多く注ぐことでO.S.はより頑強になる（逆に、O.S.した術者以外の巫力が注がれた場合、O.S.は中和され解除される）。反面、霊をO.S.させただけでは巫力を失うことは無いが、O.S.を破壊されたり、O.S.を用いて霊の能力を具現化させると巫力を消費し、疲労感などの精神的なダメージとなって現われる。O.S.が破壊された時に術者に還る精神ダメージは、O.S.の破壊の度合いが大きいほど、注いだ巫力が大きいほど、注いだ巫力が術者の全力に近いほど大きくなり、最悪の場合は気絶では済まず術者は死亡する。
O.S.の際に霊を憑依させる物体は「媒介」と呼ばれ、憑依させる霊の能力や性質に合致するもの、あるいは何らかの縁がある物に限定される。媒介はO.S.の難易度や能力の高さに関わってくるため、O.S.に特化した媒介専用の霊的道具を用意する者もいる。
応用技術として、O.S.を別の媒介に憑依させてさらにO.S.する「二段媒介」や、2体の霊を1つの媒介に憑依させて具現化させる「ダブルオーバーソウル（または複霊式）」、巫力の質を変化させ堅く小さく身に纏った形にする「甲縛式オーバーソウル」などが存在する。作中ではキョンシーや式神もO.S.の一種として扱われている。
シャーマンファイト（S.F.）
500年に1度行われる、シャーマンキングを決めるための戦い。O.S.ができることが参加の最低条件。
パッチ族の族長と十祭司によって運営され、十祭司の審査の下でいくつかの試験やトーナメントを勝ち抜いた最後の1人が「シャーマンキング」の称号を得る。かつてのS.F.には3,000年前の太公望や、500年前のレオナルド・ダ・ヴィンチといった歴史上の人物も参加している。
シャーマンキング
グレートスピリッツを持霊とし、この世の森羅万象を司る地球の王。
その能力をどう用いるかは当代シャーマンキングの裁決に任されており、過去には地球上の人類を3分の1まで死滅させた人物も存在するという。だがその能力を使うには先代のシャーマンキングの8分の5の賛成を得る必要がある。
2,500年前の釈迦や2,000年前のイエス・キリストもその時代のシャーマンキングだった。

### パッチ族関連
パッチ族
ネイティブアメリカンの一部族で、グレートスピリッツの意思に従いシャーマンファイトを取り仕切るシャーマンの一族。
パッチ族にまつわる情報は完全に秘匿されており、その存在を知る者は少ない。普段はパッチ族である事を隠して世界全土に広がっているが、シャーマンファイト開催時にはパッチ族の村に帰郷し、十祭司以外は運営の裏方を務める。現代科学にも匹敵する伝統工芸（監視カメラ、マイク、IT機器など）が盛んだが、資金に乏しく、そのほとんどをシャーマン能力で補っている。原則S.F.中選手の前に姿を現していいのは十祭司のみである。
オラクルベル
パッチの伝統工芸の一つで、シャーマンファイト参加者に与えられる小型の情報機器。
液晶画面を持つ長方形に腕に巻く様のベルトが備え付けられた形をしており、多くのシャーマンは腕につけている。主にパッチ及びグレートスピリッツから参加者への連絡に使うほか様々な機能を持つ。また参加者同士の通話も可能。また秘密のパスワードを入力することで巫力値や霊力値を算出できる。
アニメ版ではシャーマンファイトがトーナメント制ではなく、対戦相手が逐次オラクルベルから報告される仕組みになっていた。
グレートスピリッツ（G.S）
パッチ族が信奉し、シャーマンキングのみが持つことができる全知全能の霊。パッチ族を通してシャーマンファイトの進行を行っている。
その実体は、この世の始まりからあらゆる霊が生まれる源であり、あらゆる霊が還る、無数の魂の集合体。ゆえにその内部には地球で生まれた全ての魂の記憶が刻まれており、その力を用いれば砕けた魂を再生し、蘇生不能になった肉体さえも修復できる。
G.Sの内部はいわゆる「あの世」になっており、「成仏」した霊もG.Sに還る。内部では魂の在り方がそのままに反映され、その魂の持つ世界観・宗教・性格などの精神的な要因によって様々な風景の世界が創られる。「コミューン」と呼ばれる似通った魂が呼び合い惹かれあった小規模な集合体がG.Sの内部には無数存在し、中には天使や悪魔といった高位の霊体が住まう世界や、「王」と呼ばれる強大な神クラスの霊が君臨するコミューンも存在する。グレートスピリッツの上層ほど高いレベルの魂たちが多く、逆にGグレートスピリッツの深部には罪の意識に囚われた者たちが創る「地獄」と呼ばれるコミューンが存在する。
S.Kとなったハオが持霊とし、最終決戦にてグレートスピリッツを使った巨大なO.Sになり宇宙や太陽の力を使った攻撃を見せた。アニメではスピリット・オブ・ファイアに一部を捕食される。
五大精霊（ごだいせいれい）
パッチ族が持つ最高クラスの霊で、火の精霊スピリット・オブ・ファイア（S.O.F）、水の精霊スピリット・オブ・レイン（S.O.R）、雷の精霊スピリット・オブ・サンダー（S.O.T）、風の精霊スピリット・オブ・ウィンド（S.O.W）、大地の精霊スピリット・オブ・アース（S.O.E）の5つを指す。
グレート・スピリッツ内の火・水・雷・風・土の5つの属性の力が抽出され具現化し生まれた精霊で、G.Sと同様に複数の魂の集合体でありG.Sの分身とも言える。ゆえに5体とも他の魂を捕食して成長するという特性を持っている。元々はG.S内のパッチ族のコミューンにて管理されていたが、500年前にパッチに転身したハオにスピリット・オブ・ファイアを奪われて以降残り4体はG.Sの最奥にある地獄のコミューンで、地獄の主である冥府神達によって護られている。だが、後にこの4体も本編終盤においてガンダーラによって奪われることとなる。その霊力値は各33万。
スピリット・オブ・ファイア（S.O.F）
炎の力そのものが具現化した五大精霊の一つ。ハオの持霊。500年前、パッチ族に転生したハオに奪い取られ、現代に至るまで従えられている。
感情は持ち合わせているらしく、性格は「短気」で好物は魂。暇な時は分散している。しゃべれるかどうかは不明だが本人にその気がないためか、試したことはないらしい。他の五大精霊達とは並列な関係であるらしく、ハオの持霊になってからは会う機会がないため、寂しがっている面もある。身長は1,232cm。
有する能力は熱の制御や燃焼現象、発光現象など、ありとあらゆる炎の力。その体から放出される炎は凄まじく圧倒的で、骨や魂さえも焼き尽くし無に還してしまうほどである。さらにハオの陰陽術により木・火・土・金・水への属性の変化により、炎の性質的弱点や、媒介である酸素を燃焼などにより周囲一帯から奪われてしまうとオーバーソウルが構築出来なくなるという欠点も完全に克服できる。ハオの能力とあいまって生み出される能力は多岐に渡る。主な攻撃方法は、瞬間移動で相手に接近し、鋭利に伸ばした指での串刺し。
500年前のS.F.で、ハオが葉賢とマタムネに倒された後、ハオと共に消え、葉の双子の兄として転生したハオと共に再び現世に現われた。当初は転生の影響で素霊状態に戻っていたが、S.F.が開催される前から大勢の人間やシャーマンとその持霊の魂を喰らい続けたことで、霊力33万という強大な霊に成長している。
純粋な打撃や炎だけでも凄まじい力を発揮し、さらに甲縛式O.S「黒雛」の状態では、攻撃力は霊力47万の堕天使アザゼルを一撃で破り、防御力はミサイルといった通常兵器はおろか衛星砲の攻撃すら防ぎきる。
後にハオがグレート・スピリッツを手に入れたことにより捨てられ、以降はリゼルグが持ち主となる。
スピリット・オブ・レイン（S.O.R）
水の力そのものが具現化した五大精霊の一つ。ハオによりS.O.Fを奪われてからは、エジプトの冥界の神・アヌビスと契約を交わし預けられた。最終決戦時にはガンダーラのヤイナゲがアヌビスを倒したことによりホロホロに託される。
有する能力は水流の制御、浸透、溶解現象、冷却、熱交換、雨・津波・渦潮・洪水の発生など、ありとあらゆる水の力。
スピリット・オブ・サンダー（S.O.T）
雷の力そのものが具現化した五大精霊の一つ。ハオによりS.O.Fを奪われてからは、日本で崇拝された黄泉の女王・イザナミと契約を交わし預けられた。最終決戦時にはガンダーラの寂尊がイザナミを倒したことにより蓮に託される。
有する能力は電流・電圧・電力の制御、磁力現象、放電・落雷の発生など、ありとあらゆる雷の力。
スピリット・オブ・ウインド（S.O.W）
風の力そのものが具現化した五大精霊の一つ。ハオによりS.O.Fを奪われてからは、西洋地獄の大公・メフィストフェレスと契約を交わし預けられた。最終決戦時にはガンダーラのカドゥがメフィストを倒した事によりチョコラブに託される。
有する能力は気流・気圧・気体の制御、冷却、風化作用、嵐・竜巻・台風の発生など、ありとあらゆる風の力。
スピリット・オブ・アース（S.O.E）
大地の力そのものが具現化した五大精霊の一つ。ハオによりS.O.Fを奪われてからは、東アジアで広く崇拝された冥府の支配者・閻魔大王と契約を交わし預けられた。最終決戦時にはガンダーラのサティが閻魔大王を倒したことにより葉に託される。
有する能力は質量制御、大地の擁する鉱物の特性の発揮、土壌の生命に与える恩恵、引力操作、土砂崩れ・地震の発生など、ありとあらゆる大地の力。

### 麻倉家関連
春雨（はるさめ）
阿弥陀丸が生前から愛用する日本刀。元々は喪助の父の形見の包丁だったが、彼が刀に打ち直し阿弥陀丸に託した。
ふんばりヶ丘郷土資料館に保管されていたが、蜥蜴郎に盗み出された後は戻されることなくそのまま葉が所持する。
アニメ版では憑依合体により霊的な刃を構成する「もう一つの春雨」が造られた。
超・占事略決（ちょう・せんじりゃっけつ）
千年前に大陰陽師麻倉葉王が開発した巫術を記した書物。全三十六章からなるこの書には数々の強力な巫術が記されており、マスターしたシャーマンは死に近い体験をすること無く膨大な巫力を得られる。また、死後間もない霊を精霊化させたり、精霊の姿を自在に変化させることも出来る。
明言されている超・占事略決の巫術は、降魔調伏、式神の作成法、二段媒介（高度なO.S.）、巫門遁甲（巫力の受け流し）、巫門御霊会、三日月ノ祓（O.S.の強制解除）、呪禁存思（蘇生術）、禁人呪殺（魂の引き剥がし）、甲縛式O.S.である。
フツノミタマノツルギ
麻倉家の家宝で、ハオを倒すために葉に託された赤い石剣。
日本神話に登場する刀の神が造ったとされ、「刀」型のO.S.を造る場合、ハオをもってして「この世にこれ以上無し」と言わしめた媒介専用の器物。世間に出せば騒ぎになる国宝級の代物らしい。500年前にパッチ族に転生したハオを倒す際、麻倉葉賢も使っていた。
アニメ版では、500年前にハオを倒す際「1080」と合わせて使用されたという設定になっている。
1080
アンナが持つ1080個の水晶珠を連ねた数珠。
元々はかつてアンナがO.S.した大鬼の媒介で、破壊時に飛び散ったものを麻倉木乃が集めて作り直した。そのためか優れた能力を持ち、アンナは超・占事略決「降魔調伏」と合わせて前鬼・後鬼を倒し、そのまま持霊にした。
アニメ版では、千年前にハオを倒す際使用されたという設定になっている。

### その他
羅睺・計都
シャーマンファイト開幕の合図とされている大彗星。
ゴーレム
カメル・ミュンツァー博士が作り出した人造人間であるシャーマン専用有人操縦型ロボット。基本的にセイラームが操縦席に乗って動かすが、ルドセブまたはセイラームの言葉に反応して動いたり、ある程度の自立行動も可能。
魂の捜索機能やシャーマン・霊の巫力や霊力の計測など様々な機能を持ち、また様々な姿に変形し陸海空全てに対応出来る高い汎用性を持つ。戦闘においても、何度破壊されても自己修復し立ち上がる耐久力を持ち、また機体に空いた穴からビーム状の強力な巫力波を放つことが可能で、その威力は直撃すれば人間はおろか並のO.Sも容易く破壊される。通常モードから「戦（セン）のモード」に変形することで戦闘力はさらに向上し、高出力の巫力波「真理砲（エメトブラスト）」やO.Sを完全に破壊する「容器の破壊（シュヴィーラー）」などの強力な技や、近接格闘も可能とする。また、本編では使われなかったが、通常モードの頭部がソードに変形するという機能もある。
動力にはいわば巫力のバッテリーである「内蔵巫力」が使われており、登場当初は55万以上という莫大な巫力が込められていた。しかし動けば動くほど当然巫力は消費され減っていき、巫力が無くなれば動けなくなる。そのため外部からの巫力の供給が必須となっており、S.O.F.と同様に人の魂を吸収するか、強力なシャーマンが巫力を込めることで、内蔵巫力は蓄積されていく。実は機体を媒介にルドセブ達の母の霊がO.Sされていた。
チョコラブとの戦いで一度は完全に巫力切れを起こし動かなくなったが、アンナに巫力を込められたことで再び動けるようになった（その際にどれだけ巫力を込められたかは不明）。また、アンナにより前掛け部分に「ふ」の文字が描かれた。最終的には、ムー大陸に乗り込んだ所でS.O.F.によって大破、さらにゴルドバのO.Sで破壊された。

## 続編・外伝作品
シャーマンキング0
主要キャラクターの過去を描いた短編集。『ジャンプ改』（集英社）2011年12月号から2014年11月号まで連載。
シャーマンキングFLOWERS
葉の息子・花を主役とした本編の続編。『ジャンプ改』2012年5月号から2014年11月号まで連載。
SHAMAN KING THE SUPER STAR
『シャーマンキングFLOWERS』から続く物語が描かれる新章。『少年マガジンエッジ』（講談社）2018年6月号より2023年11月号まで連載。その後、『マガジンポケット』に移籍し、2024年8月24日から11月23日まで連載。
SHAMAN KING レッドクリムゾン
道潤を主役とした、初の外伝漫画。作画はジェット草村。『少年マガジンエッジ』2018年7月号から2020年2月号まで連載。
SHAMAN KING FAUST8 「永遠のエリザ」
ファウストVIII世の過去を描いた小説。著者は虎走かける。2018年11月発売。
SHAMAN KING マルコス
X-LAWSを主役とした外伝漫画。作画はジェット草村。『少年マガジンエッジ』（講談社）2020年5月号より2022年7月号まで連載。
SHAMAN KING &a garden
花組を主役とした外伝漫画。ジェット草村が構成、鵺澤京が作画を担当。『なかよし』（講談社）2021年1月号より2022年6月号まで連載。
SHAMAN KING FAUST8 永遠のエリザ
ファウストVIII世とエリザのストーリーを描いた小説『SHAMAN KING FAUST8 「永遠のエリザ」』のコミカライズ。小説版の原作は虎走かける、漫画を田中文が担当。『マガジンポケット』にて2021年7月10日より2022年8月13日まで連載。

## 特別編
2002年（平成14年）もアニメでジャンプ!「遊戯王デュエルモンスターズ」「シャーマンキング」「テニスの王子様」「ヒカルの碁」超豪華4本立て! 今日しか見られない丸秘お宝映像!お年玉プレゼントもあるぞっ!スペシャル
2002年（平成14年）1月1日に放送されたアニメの総集編+新作映像。DVD-BOX3-哀しみのかたちBOX-の特典ディスクに収録された。
ふんばりの詩
主に『赤マルジャンプ』に掲載された短編漫画、及びジャンプフェスタで上映された特別編アニメ。
漫画版には、「葉&アンナ編」「幹久&茎子編」「麻倉花&ふんばり温泉編」の3種類があり、「幹久&茎子編」は過去編、「麻倉花&ふんばり温泉編」は麻倉花（葉とアンナの息子）を主人公とした未来編である。コミックス巻末に再録。
アニメ版は特別編集DVD「哀しみのかたち」及びキャラクターCD「S.F.O.V」シリーズに収録されている。作者の前作『仏ゾーン』のキャラクターも登場する。が、セリフがあるのはジゾウ君のみ（声：田中真弓）。
コックリエンジェルキューピッドさんたまお
コミックス巻末に掲載された1ページ漫画。タイトル通り、玉村たまおが主役の変身少女物。キャラクターブック『万辞苑』で一応完結している。アニメ第四十七廻「メラ純情」では一度だけ劇中アニメとして変身シーンのみが放映された。セリフは「悪者はこのコックリエンジェルキューピッドさん たま / 」である（食事中にテレビは見ない、とアンナがテレビの電源を切ったため、セリフは途中で終わっている）。その後、実際のたまおは泣いていた。

## 書誌情報

### 単行本
- 武井宏之 『シャーマンキング』 集英社〈ジャンプ・コミックス〉、全32巻
- 武井宏之 『SHAMAN KING 〜シャーマンキング〜 KC完結版』 講談社〈マガジンエッジKC〉、全35巻（電子書籍）
- 武井宏之 『SHAMAN KING』 講談社〈マガジンエッジKC〉、全35巻

| 巻数 | サブタイトル                       | ジャンプ・コミックス | ジャンプ・コミックス | KC完結版（電子） | マガジンエッジKC | マガジンエッジKC  |
| 巻数 | サブタイトル                       | 発売日               | ISBN                 | 発売日           | 発売日           | ISBN              |
| ---- | ---------------------------------- | -------------------- | -------------------- | ---------------- | ---------------- | ----------------- |
| 1    | 幽霊と踊る男                       | 1998年12月3日        | 4-08-872644-8        | 2018年5月1日     | 2020年6月17日    | 978-4-06-519800-1 |
| 2    | おシャマなシャーマン               | 1999年3月4日         | 4-08-872685-5        | 2018年5月1日     | 2020年6月17日    | 978-4-06-519789-9 |
| 3    | 開幕を告げる星                     | 1999年4月30日        | 4-08-872714-2        | 2018年5月1日     | 2020年6月17日    | 978-4-06-519790-5 |
| 4    | あいつのトーテムポール             | 1999年8月4日         | 4-08-872750-9        | 2018年5月1日     | 2020年6月17日    | 978-4-06-519791-2 |
| 5    | 葉について                         | 1999年10月4日        | 4-08-872776-2        | 2018年5月1日     | 2020年6月17日    | 978-4-06-519792-9 |
| 6    | 二人のビッグソウル                 | 1999年12月2日        | 4-08-872799-1        | 2018年5月1日     | 2020年7月17日    | 978-4-06-519793-6 |
| 7    | ソウル摩多霊園                     | 2000年2月2日         | 4-08-872825-4        | 2018年5月1日     | 2020年7月17日    | 978-4-06-519794-3 |
| 8    | 道家への道                         | 2000年4月4日         | 4-08-872848-3        | 2018年5月1日     | 2020年7月17日    | 978-4-06-519795-0 |
| 9    | シャーマンの旅へ                   | 2000年6月2日         | 4-08-872872-6        | 2018年5月1日     | 2020年8月17日    | 978-4-06-520534-1 |
| 10   | 滅びの伝承歌                       | 2000年9月4日         | 4-08-873010-0        | 2018年5月1日     | 2020年8月17日    | 978-4-06-520535-8 |
| 11   | 血とリーゼント                     | 2000年11月2日        | 4-08-873038-0        | 2018年6月1日     | 2020年8月17日    | 978-4-06-520536-5 |
| 12   | 天使のピストル                     | 2000年12月22日       | 4-08-873063-1        | 2018年6月1日     | 2020年9月17日    | 978-4-06-520769-7 |
| 13   | LとFの行方                         | 2001年3月2日         | 4-08-873085-2        | 2018年6月1日     | 2020年9月17日    | 978-4-06-520784-0 |
| 14   | 拷問姫〜なまいきアイアンメイデン〜 | 2001年6月4日         | 4-08-873125-5        | 2018年6月1日     | 2020年9月17日    | 978-4-06-520773-4 |
| 15   | ふんばれふんばり温泉チーム         | 2001年7月4日         | 4-08-873134-4        | 2018年6月1日     | 2020年10月16日   | 978-4-06-521130-4 |
| 16   | 孫                                 | 2001年10月4日        | 4-08-873168-9        | 2018年7月1日     | 2020年10月16日   | 978-4-06-521131-1 |
| 17   | 巫門遁甲                           | 2001年12月24日       | 4-08-873216-2        | 2018年7月1日     | 2020年10月16日   | 978-4-06-521132-8 |
| 18   | 蘇る仮面                           | 2002年3月4日         | 4-08-873235-9        | 2018年7月1日     | 2020年11月17日   | 978-4-06-521388-9 |
| 19   | 恐山ル・ヴォワール                 | 2002年5月1日         | 4-08-873274-X        | 2018年7月1日     | 2020年11月17日   | 978-4-06-521389-6 |
| 20   | エピローグ                         | 2002年8月2日         | 4-08-873295-2        | 2018年7月1日     | 2020年11月17日   | 978-4-06-521390-2 |
| 21   | エピローグII                       | 2002年10月4日        | 4-08-873327-4        | 2018年8月1日     | 2020年12月17日   | 978-4-06-521748-1 |
| 22   | エピローグIII                      | 2002年12月4日        | 4-08-873348-7        | 2018年8月1日     | 2020年12月17日   | 978-4-06-521747-4 |
| 23   | エピローグIV                       | 2003年2月4日         | 4-08-873381-9        | 2018年8月1日     | 2020年12月17日   | 978-4-06-521752-8 |
| 24   | SF                                 | 2003年4月4日         | 4-08-873409-2        | 2018年8月1日     | 2021年1月15日    | 978-4-06-522087-0 |
| 25   | 要                                 | 2003年7月4日         | 4-08-873481-5        | 2018年8月1日     | 2021年1月15日    | 978-4-06-522088-7 |
| 26   | 兄の鼻                             | 2003年10月3日        | 4-08-873514-5        | 2018年9月1日     | 2021年1月15日    | 978-4-06-522089-4 |
| 27   | 地獄めぐりあい                     | 2003年12月4日        | 4-08-873533-1        | 2018年9月1日     | 2021年2月17日    | 978-4-06-522327-7 |
| 28   | いい女                             | 2004年3月4日         | 4-08-873572-2        | 2018年9月1日     | 2021年2月17日    | 978-4-06-522328-4 |
| 29   | くたばれS.F.                       | 2004年4月30日        | 4-08-873594-3        | 2018年9月1日     | 2021年2月17日    | 978-4-06-522329-1 |
| 30   | 非日常さん                         | 2004年7月2日         | 4-08-873627-3        | 2018年9月1日     | 2021年3月17日    | 978-4-06-522719-0 |
| 31   | パッチソング                       | 2004年10月4日        | 4-08-873659-1        | 2018年10月1日    | 2021年3月17日    | 978-4-06-522720-6 |
| 32   | いつかの詩                         | 2005年1月5日         | 4-08-873694-X        | 2018年10月1日    | 2021年3月17日    | 978-4-06-522721-3 |
| 33   | LAST TEST SHAMAN FIGHT             | -                    | -                    | 2018年10月1日    | 2021年4月15日    | 978-4-06-522859-3 |
| 34   | GOD END                            | -                    | -                    | 2018年10月1日    | 2021年4月15日    | 978-4-06-522860-9 |
| 35   | the Last Words.                    | -                    | -                    | 2018年10月1日    | 2021年10月15日   | 978-4-06-523635-2 |

### 完全版
2007年12月に発売が発表され、2008年3月より月2冊ずつ刊行。全27巻構成で、物語を完結させるために383ページ20話分に及ぶ加筆が行われた。また、既存話にも絵、セリフなどに大幅な修正が施されている。タイトルロゴが一新されている。冒頭には「原色魂図鑑［SHAMAN FILE］」というキャラクター紹介（カラー印刷）があり、そこで紹介されるキャラクターは総勢356体（マンタリテのを含めると376体）。各話の中間に存在したキャラクターやマスコットのイラストや紹介はカットされている。初回版の奇数巻のみに「ラストワーヅ」というチラシが入っており作者のインタビューや進行状況が読めるようになっている。
- 武井宏之 『シャーマンキング 完全版』 集英社〈ジャンプ・コミックス〉、全27巻
  1. 2008年3月4日発売、ISBN 978-4-08-874203-8
  2. 2008年3月4日発売、ISBN 978-4-08-874204-5
  3. 2008年4月4日発売、ISBN 978-4-08-874205-2
  4. 2008年4月4日発売、ISBN 978-4-08-874206-9
  5. 2008年5月2日発売、ISBN 978-4-08-874207-6
  6. 2008年5月2日発売、ISBN 978-4-08-874208-3
  7. 2008年6月4日発売、ISBN 978-4-08-874209-0
  8. 2008年6月4日発売、ISBN 978-4-08-874210-6
  9. 2008年7月4日発売、ISBN 978-4-08-874211-3
  10. 2008年7月4日発売、ISBN 978-4-08-874212-0
  11. 2008年8月4日発売、ISBN 978-4-08-874213-7
  12. 2008年8月4日発売、ISBN 978-4-08-874214-4
  13. 2008年9月4日発売、ISBN 978-4-08-874215-1
  14. 2008年9月4日発売、ISBN 978-4-08-874216-8
  15. 2008年10月3日発売、ISBN 978-4-08-874217-5
  16. 2008年10月3日発売、ISBN 978-4-08-874218-2
  17. 2008年11月4日発売、ISBN 978-4-08-874219-9
  18. 2008年11月4日発売、ISBN 978-4-08-874220-5
  19. 2008年12月4日発売、ISBN 978-4-08-874221-2
  20. 2008年12月4日発売、ISBN 978-4-08-874222-9
  21. 2009年1月5日発売、ISBN 978-4-08-874223-6
  22. 2009年1月5日発売、ISBN 978-4-08-874224-3
  23. 2009年2月4日発売、ISBN 978-4-08-874225-0
  24. 2009年2月4日発売、ISBN 978-4-08-874226-7
  25. 2009年3月4日発売、ISBN 978-4-08-874227-4
  26. 2009年3月4日発売、ISBN 978-4-08-874228-1
  27. 2009年4月3日発売、ISBN 978-4-08-874229-8

### 廉価版
2011年4月から同年10月まで集英社ジャンプリミックスより隔週で刊行、全16巻。完全版をベースに新規描き下ろしマンガ『REMIX TRACK 幽STREAM』を追加し『特製UV仕立てポストカード』を付属。カラーページはモノクロ印刷となっている。また、2014年1月から刊行された第2刷には新描き下ろし表紙及び、表紙キャラのコメント（作中のセリフにはない書き下ろし）が書かれた『表紙イラスト特製カード』が付属した。
- 武井宏之 『シャーマンキング』 集英社〈集英社ジャンプリミックス〉、全16巻
  1. 「霊と絆を持つ少年〜麻倉 葉 登場」2011年4月1日発売、ISBN 978-4-08-113127-3
  2. 「SF予選〜高層ビルでホロホロ戦」2011年4月15日発売、ISBN 978-4-08-113131-0
  3. 「SF予選〜外国人墓地でファウスト戦」2011年4月28日発売、ISBN 978-4-08-113134-1
  4. 「最終決戦！麻倉 葉vs.道蓮!!」2011年5月13日発売、ISBN 978-4-08-113140-2
  5. 「衝撃発覚！ハオの人類抹殺計画!!」2011年5月27日発売、ISBN 978-4-08-113145-7
  6. 「劇的体験！グレートスピリッツ!!」2011年6月10日発売、ISBN 978-4-08-113151-8
  7. 「死闘開幕！シャーマンファイト本戦!!」2011年6月24日発売、ISBN 978-4-08-113156-3
  8. 「道蓮死す！さらばシャーマンファイト!!」2011年7月8日発売、ISBN 978-4-08-113161-7
  9. 「恐山ル・ヴォワール」2011年7月22日発売、ISBN 978-4-08-113163-1
  10. 「殺戮兵器！暴走巨神を止めろ!!」2011年8月5日発売、ISBN 978-4-08-113167-9
  11. 「両雄激突！大天使vs.堕天使!!」2011年8月19日発売、ISBN 978-4-08-113170-9
  12. 「強襲発動！ハオ完全暗殺計画!!」2011年9月2日発売、ISBN 978-4-08-113175-4
  13. 「地獄墜落！麻倉 葉vs.御先祖!!」2011年9月16日発売、ISBN 978-4-08-113179-2
  14. 「史上最強！アイツがシャーマンキング!!」2011年9月30日発売、ISBN 978-4-08-113184-6
  15. 「十戦激闘！ムー大陸サバイバル!!」2011年10月14日発売、ISBN 978-4-08-113189-1
  16. 「シャーマンキング完結編」 2011年10月28日発売、ISBN 978-4-08-113193-8 - 『マンタリテ』掲載「フラワーズ―花の時代―」を併録。

### 外伝漫画
- 武井宏之（原作）・ジェット草村（漫画） 『SHAMAN KING レッドクリムゾン』 講談社〈マガジンエッジKC〉、全4巻
  1. 2018年11月15日発売[24]、ISBN 978-4-06-513667-6
  2. 2019年6月17日発売[25]、ISBN 978-4-06-516219-4
  3. 2019年11月15日発売[26]、ISBN 978-4-06-517765-5
  4. 2020年3月17日発売[27]、ISBN 978-4-06-518896-5
- 武井宏之（原作）・ジェット草村（漫画） 『SHAMAN KING マルコス』 講談社〈マガジンエッジKC〉、全5巻
  1. 2020年8月17日発売[28]、ISBN 978-4-06-520630-0
  2. 2021年3月17日発売[29]、ISBN 978-4-06-522326-0
  3. 2021年10月15日発売[30]、ISBN 978-4-06-525390-8
  4. 2022年3月17日発売[31]、ISBN 978-4-06-527244-2
  5. 2022年8月17日発売[32]、ISBN 978-4-06-528880-1
- 武井宏之（原作）・ジェット草村（構成）・鵺澤京（漫画） 『SHAMAN KING &a garden』 講談社〈KCデラックス〉、全4巻
  1. 2021年4月15日発売[33]、ISBN 978-4-06-523040-4
  2. 2021年8月17日発売[34]、ISBN 978-4-06-524527-9
  3. 2022年3月17日発売[35]、ISBN 978-4-06-526624-3
  4. 2022年8月17日発売[36]、ISBN 978-4-06-528929-7
- 武井宏之（原作）・虎走かける（小説版原作）・田中文（漫画） 『SHAMAN KING FAUST8 永遠のエリザ』 講談社〈マガジンエッジKC〉、全3巻
  1. 2021年10月15日発売[37]、ISBN 978-4-06-526079-1
  2. 2022年3月17日発売[38]、ISBN 978-4-06-527163-6
  3. 2022年8月17日発売[23]、ISBN 978-4-06-528888-7

### 関連書籍

#### ファンブック・キャラクターブック
- シャーマンキング キャラクターズブック 万辞苑（2002年6月4日発売、ジャンプ・コミックス、ISBN 4-08-873280-4）
- 「シャーマンキング」公式ファンブック マンキンブック（2004年4月30日発売、ジャンプ・コミックス、ISBN 4-08-873700-8）
- シャーマンキング完全版 最終公式ガイドブック マンタリテ（2009年6月4日発売、ジャンプ・コミックス、ISBN 978-4-08-874822-1）
- SHAMAN KING CHARACTER BOOK 原色魂図鑑（2018年11月30日発売、講談社、ISBN 978-4-06-514099-4）

#### 小説
- シャーマンキング（著：三井秀樹、2001年12月25日発売、JUMP j BOOKS、ISBN 4-08-703108-X）
- シャーマンキング2（著：三井秀樹、2002年8月23日発売、JUMP j BOOKS、ISBN 4-08-703116-0）
- SHAMAN KING FAUST8 「永遠のエリザ」（著：虎走かける、2018年11月15日発売、KCデラックス、ISBN 978-4-06-514148-9）
- 小説 SHAMAN KING 1（著：百舌涼一、2021年11月10日、青い鳥文庫、ISBN 978-4-06-525830-9）
- 小説 SHAMAN KING 2（著：百舌涼一、2022年2月9日、青い鳥文庫、ISBN 978-4-06-526756-1）

#### ゲーム関連書籍
- 『シャーマンキング 超・占事略決 ふんばり編&メラメラ編』のはげしい攻略本なんよ。（Vジャンプブックス、ISBN 4-08-779149-1）
- 『シャーマンキング スピリットオブシャーマンズ』超・秘伝の書（Vジャンプブックス、ISBN 4-08-779174-2）
- シャーマンキングカードゲーム超・占事略決公式カードカタログ ザ・エキスパートファイル（集英社 週刊少年ジャンプスペシャルブック、ISBN 4-08-782051-3）
- 『シャーマンキング 超・占事略決2』をゆったりと遊ぶ攻略本なんよ。（Vジャンプブックス、ISBN 4-08-779182-3）
- シャーマンキング 未来への意志 最強チーム結成ガイド（Vジャンプブックス、ISBN 4-08-779193-9）
- 『シャーマンキング 超・占事略決3』をものすごく楽しむ攻略本なんよ。（Vジャンプブックス、ISBN 4-08-779182-3）
- シャーマンキング ソウルファイト シャーマン育成究極ガイド（Vジャンプブックス、ISBN 4-08-779234-X）
- シャーマンキング ふんばりスピリッツ ふんばりコンプリートガイド（Vジャンプブックス、ISBN 4-08-779284-6）

## テレビアニメ
続編作品については『シャーマンキングFLOWERS』を参照。

### 2001年版
2001年7月4日から2002年9月25日までテレビ東京系列にて放送された。全64話で後半からオリジナルストーリーが展開された（特番を含めて全65話）。最終回の予告でも語られているとおり、1年でも1年半でもない中途半端な時期に終了している。2000年代前半のアニメにおいては新しい高画質なデジタル技術を取り入れた作品であった。音楽制作にスターチャイルドが関わっている。原作に比べるとギャグ的な要素も多く含まれており、漫画では決して見られないキャラクターのコミカルな部分も多数付け加えられている。
2021年版『SHAMAN KING』の公式サイトでは「2000年放送版」と呼称されている。

#### スタッフ（2001）
- 原作 - 武井宏之[40]
- 監督 - 水島精二[40]
- シリーズ構成 - 小出克彦[40]
- キャラクターデザイン - 高見明男[40]
- プロップデザイン - 山岡信一[40]
- 美術監督 - 小山俊久[40]
- 撮影監督 - 広瀬勝利[40]
- 音響監督 - 三間雅文[40]
- 色彩設定 - 関本美津子[40]
- 編集 - 大竹弥生
- 音楽 - 大森俊之[40]
- 音楽制作 - スターチャイルドレコード
- プロデューサー - 東不可止、成毛克憲（第十六廻まで）→笹田直樹（第十七廻以降）、千野考敏
- 製作 - テレビ東京、NAS、XEBEC[40]

#### 主題歌・挿入歌（2001）

##### オープニングテーマ（2001）
「Over Soul」
第一廻から第三十四廻まで使用。作詞はMEGUMI、作曲・編曲はたかはしごう、歌は林原めぐみ。
「Northern lights」
第三十五廻以降に使用。作詞はMEGUMI、作曲・編曲はたかはしごう、歌は林原めぐみ。

##### エンディングテーマ（2001）
「trust you」
第一廻から第三十四廻まで使用。作詞はMEGUMI、作曲・編曲はたかはしごう、歌は林原めぐみ。
「おもかげ」
第三十五廻から第六十三廻まで使用。作詞はMEGUMI、作曲・編曲はたかはしごう、歌は林原めぐみ。
「魂魄重ねて」
最終廻で使用。作詞は相吉志保、作曲・編曲は大森俊之、歌は麻倉葉（佐藤ゆうこ）。

##### 挿入歌（2001）
「brave heart」
作詞はMEGUMI、作曲は太田美知彦、編曲は十川知司、歌は林原めぐみ。
「SILENT WEAPON（ASAKURA-YOH VER.）」
作詞は李醒獅、作曲・編曲は大森俊之、歌は麻倉葉（佐藤ゆうこ）。
「流露（TAO-REN VER.）」
作詞は李醒獅、作曲・編曲は山田正人、歌は道蓮（朴璐美）。

#### 各話リスト（2001）
| 話数       | サブタイトル                             | 脚本              | コンテ                                              | 演出                    | 作画監督          | 初放送日      |
| ---------- | ---------------------------------------- | ----------------- | --------------------------------------------------- | ----------------------- | ----------------- | ------------- |
| 第一廻     | 幽霊と踊る少年                           | 小出克彦          | 水島精二                                            | 水島精二                | 高見明男          | 2001年 7月4日 |
| 第二廻     | 待つサムライ                             | 小出克彦          | 播野無四郎                                          | 佐藤修                  | 丸山隆            | 7月11日       |
| 第三廻     | もう一人のシャーマン                     | 小出克彦          | 鈴木利正                                            | 長澤剛                  | 高橋晃            | 7月18日       |
| 第四廻     | 憑依100                                  | 小出克彦          | 角田一樹                                            | 角田一樹                | 谷口守泰          | 7月25日       |
| 第五廻     | おシャマなシャーマン                     | 小出克彦          | 角田一樹                                            | 長澤剛                  | 高橋晃            | 8月1日        |
| 第六廻     | カンフーマスター                         | 稲荷昭彦          | うえだしげる                                        | うえだしげる            | 大塚健 千葉道徳   | 8月8日        |
| 第七廻     | パイロン怒りの一発                       | 稲荷昭彦          | はばらのぶよし                                      | はばらのぶよし 大槻敦史 | 高見明男          | 8月15日       |
| 第八廻     | シャーマンライフ                         | 小出克彦          | 佐藤修                                              | 佐藤修                  | 丸山隆            | 8月22日       |
| 第九廻     | 北の国から来た少年                       | 西園悟            | ほしかわたかふみ                                    | ほしかわたかふみ        | 高橋晃            | 8月29日       |
| 第十廻     | 因縁600年                                | 西園悟            | 金子伸吾                                            | 角田一樹                | 植田実            | 9月5日        |
| 第十一廻   | 春にふる雨                               | 西園悟            | 川崎逸朗                                            | 長澤剛                  | 津熊健徳          | 9月12日       |
| 第十二廻   | 始まりを告げる星                         | 小出克彦          | 土蛇我現                                            | 日下直義                | 池上太郎          | 9月19日       |
| 第十三廻   | オーバーソウル                           | 小出克彦          | 大塚健                                              | うえだしげる            | 大塚健            | 9月26日       |
| 第十四廻   | シャーマンファイト                       | 西園悟            | 中津環                                              | 中津環                  | 高橋晃            | 10月3日       |
| 第十五廻   | ボーン・キラーズ                         | 稲荷昭彦          | 角田一樹                                            | 角田一樹                | 植田実            | 10月10日      |
| 第十六廻   | ファウスト・ラブ                         | 稲荷昭彦          | 佐藤修                                              | 佐藤修                  | 丸山隆            | 10月17日      |
| 第十七廻   | ベストプレイス二人旅                     | 西園悟            | うえだしげる                                        | うえだしげる            | 高橋晃            | 10月24日      |
| 第十八廻   | よう                                     | 西園悟            | 大槻敦史                                            | 大槻敦史                | 加藤初重          | 10月31日      |
| 第十九廻   | 2人のビッグソウル                        | 小出克彦          | 土蛇我現                                            | 日下直義                | 池上太郎          | 11月7日       |
| 第二十廻   | ソウル摩多霊園                           | 小出克彦          | 土蛇我現                                            | 日下直義                | 池上太郎          | 11月14日      |
| 第二十一廻 | ビリーブ                                 | 葉月九ロウ        | 中津環                                              | 中津環                  | 高橋晃            | 11月21日      |
| 第二十二廻 | オレたちの必殺技                         | 葉月九ロウ        | ほしかわたかふみ                                    | 長澤剛                  | 高橋晃            | 11月28日      |
| 第二十三廻 | 蘇る娘娘道士                             | 小出克彦          | 佐藤修                                              | 佐藤修                  | 丸山隆            | 12月5日       |
| 第二十四廻 | 不死身の道円                             | 小出克彦          | 金子伸吾                                            | 角田一樹                | 千葉道徳          | 12月12日      |
| 第二十五廻 | シャーマンの旅へ                         | 小出克彦          | 土蛇我現                                            | 日下直義                | 池上太郎          | 12月19日      |
| 第二十六廻 | ビッグ・アメリカ                         | 西園悟 小出克彦   | 大槻敦史                                            | 大槻敦史                | 高橋晃            | 12月26日      |
| 特番       | ザ・ドキュメント オブ シャーマンファイト | 小出克彦          | 水島精二                                            | 角田一樹                | 高見明男          | 2002年 1月2日 |
| 第二十七廻 | ダウジング・エボリューション             | 稲荷昭彦          | 長澤剛                                              | 長澤剛                  | 津熊健徳          | 1月9日        |
| 第二十八廻 | リゼルグ・リベンジャー                   | 葉月九ロウ        | 大塚健                                              | うえだしげる            | 大塚健 千葉道徳   | 1月16日       |
| 第二十九廻 | メラ根性                                 | 葉月九ロウ        | 土蛇我現                                            | 日下直義                | 池上太郎          | 1月23日       |
| 第三十廻   | うばわれたオラクルベル                   | 稲荷昭彦          | 中津環                                              | 中津環                  | 高橋晃            | 1月30日       |
| 第三十一廻 | 精霊の森                                 | 小出克彦          | ほしかわたかふみ                                    | ほしかわたかふみ        | 堀たえ子          | 2月6日        |
| 第三十二廻 | ホロホロ苦い友の味                       | 千葉克彦          | 土蛇我現                                            | 日下直義                | 池上太郎          | 2月13日       |
| 第三十三廻 | ひみつな麻倉                             | 小出克彦          | 角田一樹                                            | はばらのぶよし          | 高見明男          | 2月20日       |
| 第三十四廻 | アメリカ温泉                             | 稲荷昭彦          | 土蛇我現                                            | 角田一樹 長澤剛         | 津熊健徳          | 2月27日       |
| 第三十五廻 | 吸血鬼伝説                               | 葉月九ロウ        | 大槻敦史                                            | 佐藤修                  | 丸山隆            | 3月6日        |
| 第三十六廻 | 天使のピストル                           | 葉月九ロウ        | 中津環                                              | 中津環                  | 高橋晃            | 3月13日       |
| 第三十七廻 | ジョーダンキング                         | 千葉克彦          | 喜多壱郎                                            | 高瀬節夫                | 石井ゆみこ        | 3月20日       |
| 第三十八廻 | セミノアの伝承歌                         | 千葉克彦          | 宮尾佳和                                            | うえだしげる            | 高見明男          | 3月27日       |
| 第三十九廻 | 花組                                     | 稲荷昭彦          | 長澤剛                                              | 長澤剛                  | 津熊健徳          | 4月3日        |
| 第四十廻   | 超・占事略決                             | 小出克彦          | 大塚健                                              | うえだしげる            | 千葉道徳          | 4月10日       |
| 第四十一廻 | 爆れつオーバーソウル                     | 稲荷昭彦          | 鈴木利正                                            | 角田一樹                | 植田実            | 4月17日       |
| 第四十二廻 | スピリットオブソード                     | 小出克彦          | 佐藤修                                              | 佐藤修                  | 丸山隆            | 4月24日       |
| 第四十三廻 | 神々の闘い                               | 葉月九ロウ        | うえだしげる                                        | うえだしげる            | 高橋晃            | 5月1日        |
| 第四十四廻 | もうひとふんばり                         | 葉月九ロウ        | 金子伸吾                                            | 角田一樹 長澤剛         | 高見明男          | 5月8日        |
| 第四十五廻 | グレートスピリッツ                       | 小出克彦          | 大槻敦史                                            | 中津環                  | 津熊健徳          | 5月15日       |
| 第四十六廻 | 道の亡霊                                 | 小出克彦          | 羽原久美子                                          | 角田一樹                | 高橋晃            | 5月22日       |
| 第四十七廻 | メラ純情                                 | 千葉克彦          | 国分寺恋                                            | 国分寺恋                | 屋幸秀            | 5月29日       |
| 第四十八廻 | ドラゴンの伝道師                         | 稲荷昭彦          | 大塚健                                              | 栗原ひばり              | 千葉道徳          | 6月5日        |
| 第四十九廻 | ドクタードクター                         | 小出克彦 中村寛之 | 佐藤竜雄                                            | 角田一樹                | 高橋晃            | 6月12日       |
| 第五十廻   | オレの心にゃ闇がある                     | 葉月九ロウ        | 鈴木利正                                            | 鈴木利正                | 植田実            | 6月19日       |
| 第五十一廻 | シャーマンハント                         | 葉月九ロウ        | 長澤剛                                              | 長澤剛                  | 高見明男          | 6月26日       |
| 第五十二廻 | 特訓だよ!? 全員集合                      | 千葉克彦          | 中津環                                              | 中津環                  | 高橋晃            | 7月3日        |
| 第五十三廻 | バイバイ                                 | 千葉克彦          | 水島精二                                            | 木村寛                  | 柳瀬雄二 岩井優器 | 7月10日       |
| 第五十四廻 | 8番目の天使                              | 小出克彦          | わたなべぢゅんいち 少林寺拳 はばらのぶよし 角田一樹 | 角田一樹 長澤剛         | 高見明男          | 7月17日       |
| 第五十五廻 | ゲートオブバビロン                       | 稲荷昭彦          | ほしかわたかふみ                                    | 中津環                  | 高橋晃            | 7月24日       |
| 第五十六廻 | バビロンの扉                             | 小出克彦          | 大塚健                                              | 栗原ひばり              | 千葉道徳 大塚健   | 7月31日       |
| 第五十七廻 | シャーマンファイト終了?                  | 葉月九ロウ        | 金子伸吾                                            | 長澤剛 角田一樹         | 相坂直紀          | 8月7日        |
| 第五十八廻 | 炎上エンジェル                           | 葉月九ロウ        | 鈴木利正                                            | 鈴木利正                | 高見明男          | 8月14日       |
| 第五十九廻 | 星の聖地                                 | 千葉克彦          | ホシノセイヂ                                        | 長澤剛 角田一樹         | 植田実            | 8月21日       |
| 第六十廻   | 友達                                     | 千葉克彦          | 中津環                                              | 中津環                  | 高橋晃            | 8月28日       |
| 第六十一廻 | 永遠のサヨナラ                           | 稲荷昭彦          | 大槻敦史                                            | 大槻敦史                | 高見明男          | 9月4日        |
| 第六十二廻 | DIE・激突!                               | 小出克彦          | ほしかわたかふみ                                    | 鈴木利正                | 高橋晃            | 9月11日       |
| 第六十三廻 | 在るべき場所                             | 小出克彦          | はばらのぶよし                                      | 栗原ひばり              | 千葉道徳          | 9月18日       |
| 最終廻     | エピローグ                               | 小出克彦          | 水島精二                                            | 水島精二                | 高見明男          | 9月25日       |

#### 放送局 (2001)
| 放送期間                     | 放送時間           | 放送局                             | 対象地域・備考                                              |
| ---------------------------- | ------------------ | ---------------------------------- | ----------------------------------------------------------- |
| 2001年7月4日 - 2002年9月25日 | 水曜 18:30 - 19:00 | テレビ東京（製作局） ほか系列全6局 | 北海道・関東広域圏・愛知県・ 大阪府・岡山県・香川県・福岡県 |
| 不明                         | 木曜 19:00 - 19:30 | びわ湖放送                         | 滋賀県                                                      |
|                              | 木曜 18:30 - 19:00 | 三重テレビ                         | 三重県                                                      |

| テレビ東京系列 水曜 18:30 - 19:00                     | テレビ東京系列 水曜 18:30 - 19:00 | テレビ東京系列 水曜 18:30 - 19:00 |
| 前番組                                                | 番組名                            | 次番組                            |
| ----------------------------------------------------- | --------------------------------- | --------------------------------- |
| パワーパフガールズ（第1 - 25話） 【日曜7:00枠へ移動】 | シャーマンキング                  | ボンバーマンジェッターズ          |

#### ビデオ・DVD
- シャーマンキング
- シャーマンキング「友情のかたち」
- シャーマンキング「愛のかたち」
- シャーマンキング「哀しみのかたち 〜葉王伝説〜」

### 2021年版『SHAMAN KING』
第1期は2021年4月1日から2022年4月21日までテレビ東京系列にて放送された。『SHAMAN KING』KC完結版を原作とする完全新作アニメーションとして展開され、シリーズ完結までが映像化された。2001年版であえて改変されていた展開は、原作漫画（KC版）準拠で展開される。スタッフは2001年版から一部継続して参加しているものの、概ね変更されている。主人公・麻倉葉役は日笠陽子が担当し、他のキャストは一部変更がありながらも概ね2001年版から継続して参加している。なお、日笠の起用はオーディションで決まったもので、プロデューサーの矢田晶子は「肩の力の抜きどころや、ユルいようで本質を捉えた芯の強さをしっかり表現くださった」と語っている。
地上波同系列局では、本放送前の3月22日・3月29日に、松村沙友理によるミニ番宣番組『松村沙友里のSHAMAN KING勉強中！』が放送された。また、タイムマシーン3号による特別番組『憑依！SHAMAN KING学園』が同年4月5日にテレビ東京・テレビ愛知・テレビ北海道・TVQ九州放送にて放送された。
2020東京オリンピックに伴う特別編成で放送が休止された期間は、「『SHAMAN KING』ミニアニメ「ふんばり温泉 繁盛記」」がYouTubeにて全10話が配信された。放送開始当初から1年間・全52話の放送予定と発表されていたが、前記の休止を挟んだため、改編期を過ぎた2022年4月下旬まで放送された。
2021年11月21日には「TV アニメ『SHAMAN KING』〜恐山ル・ヴォワール編〜先行上映会」がグランドシネマサンシャイン（東京都豊島区）で開催。日笠陽子（麻倉葉役）、林原めぐみ（恐山アンナ役）、田中秀幸（マタムネ役）が登壇し、初めて映像化された恐山ル・ヴォワール編への思いなどを語った。
最終話放送後には続編の制作が発表され、葉の息子の花を中心に展開されることが報じられた。詳細はシャーマンキングFLOWERS#テレビアニメを参照。

#### スタッフ（2021）
- 原作 - 武井宏之[58]
- 監督 - 古田丈司[58]
- シリーズ構成 - 米村正二[58]
- キャラクターデザイン - 佐野聡彦[58]
- オーバーソウルデザイン - 飯泉俊臣[58]、陸田聡志[58]
- プロップデザイン - 柴田ユウジ[58]
- 美術監督 - 木村仁哉[58]
- 美術設定 - 川口正明[58]
- 色彩設計 - 大塚奈津子[58]
- 撮影監督 - 川瀬輝之[58]
- 編集 - 坂本久美子[58]
- 音響監督 - 三間雅文[58]
- 音楽 - 林ゆうき[58]
- 音楽制作 - キングレコード[58]
- チーフプロデューサー - 古川慎、日比政広、矢田晶子、増田夏永、鍋岩晶子
- プロデューサー - 紅谷佳和
- アニメーションプロデューサー - 中山浩太郎、飯島弘志
- アニメーション制作 - ブリッジ[58]
- 製作 - テレビ東京、SHAMAN KING Project.

#### 主題歌・挿入歌（2021）

##### オープニングテーマ（2021）
「Soul salvation」
林原めぐみによる第1弾オープニングテーマ。作詞はMEGUMI、作曲・編曲はたかはしごう。
「Get up! Shout!」
水樹奈々による第2弾オープニングテーマ。作詞は水樹奈々、作曲は山本玲史、編曲は加藤裕介。

##### エンディングテーマ（2021）
「#ボクノユビサキ」
林原めぐみによる第1弾エンディングテーマ。作詞はMEGUMI、作曲・編曲は要田健。
「Adieu」
堀江由衣による第2弾エンディングテーマ。作詞・作曲・編曲は清竜人。
「ハヅキ」
sajiによる第3弾エンディングテーマ。作詞・作曲はヨシダタクミ、編曲はsaji、菊谷知樹。
「Courage Soul」
麻倉葉（日笠陽子）による第4弾エンディングテーマ。作詞は五阿弥ルナ、作曲・編曲は林ゆうき。

##### 挿入歌（2021）
「Over Soul」
林原めぐみによる2001年版のオープニングテーマであり、挿入歌として使用。作詞はMEGUMI、作曲・編曲はたかはしごう。
「JOH!仏〜SANKIEMON〜 -二経-」
「ちみ・ちみMORYO -二経-」
「ちみ・ちみMORYO -二経- Remix」
BōZによる挿入歌。3曲すべて作詞は武井宏之、作曲・編曲はKyrie（NoGoD） 。
「ファウスト・ラブ」
ファウストVIII世による挿入歌。作詞は武井宏之、作曲・編曲は林ゆうき。
「BOB LOVE」
BOBによる挿入歌。作詞は武井宏之、作曲・編曲は山田正人。
「りんごウラミウタ」
あわやりんごによる挿入歌。作詞は武井宏之、作曲・編曲は五島翔。
「恐山ル・ヴォワール」
林原めぐみによる挿入歌。作詞は武井宏之、作曲・編曲はかぴたろう。
「ふんばりの詩」
挿入歌。作詞は武井宏之、作曲・編曲はかぴたろう。

#### 各話リスト（2021）
| 話数   | サブタイトル                          | 脚本     | 絵コンテ            | 演出                    | 作画監督                                                                         | アクション 作画監督 | 総作画監督        | 初放送日      |
| ------ | ------------------------------------- | -------- | ------------------- | ----------------------- | -------------------------------------------------------------------------------- | ------------------- | ----------------- | ------------- |
| 第1廻  | 幽霊と踊る男                          | 米村正二 | 古田丈司            | 橋本直人                | 犬塚政彦                                                                         | 高瀬健一            | 犬塚政彦          | 2021年 4月1日 |
| 第2廻  | もう一人のシャーマン                  | 米村正二 | 古田丈司            | 木村佳嗣                | 柴田ユウジ 𠮷川太照                                                              | 高瀬健一            | 柴田ユウジ        | 4月8日        |
| 第3廻  | アンナと道潤                          | 米村正二 | 吉川浩司            | 伊藤史夫                | 飯塚正則 4tune                                                                   | いいのやすぞう      | 飯塚正則          | 4月15日       |
| 第4廻  | ベストプレイス                        | 米村正二 | 土屋日              | たかたまさひろ          | 芦谷耕平                                                                         | 高瀬健一            | 渡辺健一          | 4月22日       |
| 第5廻  | オーバーソウル！                      | 米村正二 | 古田丈司            | 古賀一臣                | 犬塚政彦 上條修 森悦史 正木優太 糸島雅彦                                         | いいのやすぞう      | 犬塚政彦          | 4月29日       |
| 第6廻  | 葉VSホロホロ！                        | 米村正二 | もりたけし          | 荻原露光                | はっとりますみ 川口弘明 南伸一郎                                                 | 高瀬健一            | 柴田ユウジ        | 5月6日        |
| 第7廻  | そんな勇気                            | 田中仁   | 古田丈司            | 森田侑希                | 桜井木ノ実 花輪美幸 川口弘明 南伸一郎 奥野浩行 魏旭龍 陳亮 杜衛峰                | いいのやすぞう      | 飯塚正則          | 5月13日       |
| 第8廻  | 進化                                  | 志茂文彦 | 北村翔太郎          | 北村翔太郎              | 渡辺健一 村上直紀                                                                | 高瀬健一            | 渡辺健一          | 5月20日       |
| 第9廻  | 葉VS蓮 再び！                         | 米村正二 | もりたけし          | 木村佳嗣                | 犬塚政彦                                                                         | いいのやすぞう      | 犬塚政彦          | 5月27日       |
| 第10廻 | 炎の夜                                | 田中仁   | もりたけし          | 岡村正弘                | 𠮷川太照 糸島雅彦 浅尾宏成 4tune STUDIO VIV                                      | 高瀬健一            | 柴田ユウジ        | 6月3日        |
| 第11廻 | 男二人                                | 志茂文彦 | 下田正美            | 冨田剛司                | はっとりますみ 小島えり                                                          | いいのやすぞう      | 飯塚正則          | 6月10日       |
| 第12廻 | 蓮VS円 道の終焉                       | 米村正二 | 大宙征基            | 長尾聡浩                | 吉永剛 リム ソン ヒー キン ヨン ソブ                                             | 高瀬健一            | 渡辺健一          | 6月17日       |
| 第13廻 | そしてハオ！                          | 米村正二 | 古田丈司            | 四ノ宮春                | 森悦史 正木優太 西島圭祐 陸田聡志 飯泉俊臣 中熊太一 青野厚司                     | いいのやすぞう      | 犬塚政彦          | 6月24日       |
| 第14廻 | リゼルグ・リベンジャー                | 田中仁   | もりたけし          | 荻原露光                | はっとりますみ 川口弘明 南伸一郎 相坂ナオキ                                      | 高瀬健一            | 柴田ユウジ        | 7月1日        |
| 第15廻 | 歯車のかみあう時                      | 志茂文彦 | もりたけし          | 嵯峨敏                  | 村上直紀 西島圭祐 陸田聡志 飯泉俊臣                                              | いいのやすぞう      | 飯塚正則          | 7月8日        |
| 第16廻 | ウルトラリーゼントによろしく          | 古田丈司 | 藤田健太郎          | たかたまさひろ          | 芦屋耕平 大川義史 重松しんいち 中島駿                                            | 高瀬健一            | 渡辺健一          | 7月15日       |
| 第17廻 | 天使のピストル                        | 田中仁   | 北村翔太郎          | 北村翔太郎              | 犬塚政彦                                                                         | いいのやすぞう      | 犬塚政彦          | 7月22日       |
| 第18廻 | グレート・スピリッツ そしてマイチーム | 米村正二 | もりたけし          | 田中貴大                | 飯飼一幸 陳亮 はっとりますみ                                                     | 高瀬健一            | 柴田ユウジ        | 8月12日       |
| 第19廻 | 黒いジャガー                          | 志茂文彦 | 大宙征基            | 木村佳嗣                | 飯塚正則 糸島雅彦 松下清志 白鳥弘公 稲葉栄                                       | いいのやすぞう      | 飯塚正則          | 8月19日       |
| 第20廻 | チョコラブのクリスマス                | 古田丈司 | もりたけし          | すずきたくま 海野ゆうと | 森悦史 正木優太 中熊太一                                                         | 高瀬健一            | 渡辺健一          | 8月26日       |
| 第21廻 | アイアンメイデン・ジャンヌ            | 米村正二 | もりたけし          | 四ノ宮春                | 犬塚政彦 岩井亮太 田中康勝 洪範錫 𠮷川太照 村上直紀 遠藤省二 三木達也 へばらぎ   | いいのやすぞう      | 犬塚政彦          | 9月2日        |
| 第22廻 | あなたとならどこまでも                | 田中仁   | もりたけし          | 森田侑希                | 桜井木ノ実 川口弘明 南伸一郎 陳亮 李良鵬 王斌                                    | 高瀬健一            | 柴田ユウジ        | 9月9日        |
| 第23廻 | 葉力                                  | 志茂文彦 | もりたけし          | 西島圭祐                | 飯塚正則 飯泉俊臣 陸田聡志 白鳥弘公 糸島雅彦                                     | いいのやすぞう      | 飯塚正則          | 9月16日       |
| 第24廻 | 正義に一番必要なもの                  | 古田丈司 | もりたけし          | 荻原露光                | 川口弘明 徳田夢之介 南伸一郎 佐藤元 服部一郎                                     | 高瀬健一            | 渡辺健一          | 9月23日       |
| 第25廻 | 大陰陽師 麻倉葉王                     | 米村正二 | 古田丈司            | 木村佳嗣                | 犬塚政彦                                                                         | いいのやすぞう      | 犬塚政彦          | 9月30日       |
| 第26廻 | 幹久タイフーン                        | 田中仁   | 大宙征基            | 吉本雅一                | 陳亮 五十嵐のぞみ 小島えり                                                       | 高瀬健一            | 柴田ユウジ        | 10月7日       |
| 第27廻 | 永遠にサヨナラ                        | 志茂文彦 | 北村翔太郎          | 北村翔太郎              | 飯塚正則 糸島雅彦 森悦史 正木優太 中熊太一 渡辺健一 へばらぎ                     | いいのやすぞう      | 飯塚正則          | 10月14日      |
| 第28廻 | 葉の決めた事                          | 古田丈司 | もりたけし          | たかたまさひろ          | 大川義史 芦谷耕平                                                                | 高瀬健一            | 渡辺健一          | 10月21日      |
| 第29廻 | emeth                                 | 田中仁   | もりたけし          | 小林彩                  | 犬塚政彦 江上夏樹 村上直紀 岩井亮太 渡辺健一 遠藤省二                            | いいのやすぞう      | 犬塚政彦          | 10月28日      |
| 第30廻 | 恐山ル・ヴォワール un1                | 米村正二 | 古田丈司            | 椎名優希                | 柴田ユウジ 飯泉俊臣 陸田聡志 渡辺健一 へばらぎ                                   | 高瀬健一            | 渡辺健一 佐野聡彦 | 11月4日       |
| 第31廻 | 恐山ル・ヴォワール deux2              | 志茂文彦 | もりたけし          | 前園文夫                | 白鳥弘公 稲葉栄                                                                  | いいのやすぞう      | 飯塚正則          | 11月11日      |
| 第32廻 | 恐山ル・ヴォワール trois3             | 古田丈司 | もりたけし          | 粟井重紀                | 亀田朋幸 はっとりますみ 吉永剛 陳亮                                              | 高瀬健一            | 渡辺健一          | 11月18日      |
| 第33廻 | 恐山ル・ヴォワール quatre4            | 米村正二 | 古田丈司            | 西島圭祐                | 犬塚政彦                                                                         | いいのやすぞう      | 犬塚政彦          | 11月25日      |
| 第34廻 | 王者になる方法                        | 田中仁   | もりたけし          | 木村佳嗣                | 吉田肇 糸島雅彦 森悦史 正木優太 中熊太一 西島圭祐 𠮷川太照 飯塚正則 へばらぎ     | 高瀬健一            | 柴田ユウジ        | 12月2日       |
| 第35廻 | 再会の白少年                          | 志茂文彦 | 藤田健太郎 大宙征基 | 荻原露光                | 川口弘明 徳田夢之介 松本勝次 陳潔琼 胡威                                         | いいのやすぞう      | 飯塚正則          | 12月9日       |
| 第36廻 | ルドセブとセイラーム                  | 古田丈司 | もりたけし          | 森田侑希                | 桜井木ノ実 南伸一郎 飯飼一幸 服部益実 陳亮 冯永旭                                | 高瀬健一            | 渡辺健一          | 12月16日      |
| 第37廻 | 笑いの風                              | 米村正二 | 北村翔太郎          | 北村翔太郎              | 村上直紀 正木優太 森悦史 糸島雅彦 飯泉俊臣 陸田聡志                              | いいのやすぞう      | 犬塚政彦          | 12月23日      |
| 第38廻 | 卒業                                  | 田中仁   | もりたけし          | 吉本雅一                | 五十嵐のぞむ                                                                     | 高瀬健一            | 柴田ユウジ        | 2022年 1月6日 |
| 第39廻 | サミット                              | 志茂文彦 | もりたけし          | 四ノ宮春                | 遠藤省二 岩井亮太 糸島雅彦 へばらぎ STUDIO CL                                    | いいのやすぞう      | 飯塚正則          | 1月13日       |
| 第40廻 | 不自負                                | 古田丈司 | もりたけし          | 前園文夫                | 白鳥弘公 稲葉栄                                                                  | 高瀬健一            | 渡辺健一          | 1月20日       |
| 第41廻 | 地獄めぐりあい                        | 米村正二 | 大宙征基            | 嵯峨敏                  | 犬塚政彦                                                                         | いいのやすぞう      | 犬塚政彦          | 1月27日       |
| 第42廻 | 大試練                                | 田中仁   | 北村翔太郎          | 曹毅                    | 大川義史 岡昭彦 中山和子 鄒神貓 趙陽 黒澤陽                                      | 高瀬健一            | 柴田ユウジ        | 2月3日        |
| 第43廻 | 夢の終わり                            | 志茂文彦 | もりたけし          | 小林彩                  | 飯塚正則 糸島雅彦 吉田肇 村上直紀 北島勇樹 森悦史 外山陽介 正木優太              | いいのやすぞう      | 飯塚正則          | 2月10日       |
| 第44廻 | ゆっくり話す                          | 古田丈司 | もりたけし          | 粟井重紀                | 吉永剛 顾一礼 小島えり                                                           | 高瀬健一            | 渡辺健一          | 2月24日       |
| 第45廻 | 最初で最期の                          | 米村正二 | 大宙征基            | 木村佳嗣                | 森悦史 岩井亮太 村上直紀 正木優太 𠮷川太照 へばらぎ STUDIO CL                    | いいのやすぞう      | 犬塚政彦          | 3月3日        |
| 第46廻 | 真実の正義                            | 田中仁   | もりたけし          | 西島圭祐                | 柴田ユウジ 飯泉俊臣 陸田聡志 糸島雅彦 へばらぎ ECHO                              | 高瀬健一            | 柴田ユウジ        | 3月10日       |
| 第47廻 | プラント                              | 志茂文彦 | もりたけし          | 前園文夫                | 白鳥弘公 稲葉栄                                                                  | いいのやすぞう      | 飯塚正則          | 3月17日       |
| 第48廻 | これまでずっと                        | 古田丈司 | もりたけし          | 佐々木萌                | 小見川美穂                                                                       | 高瀬健一            | 渡辺健一          | 3月24日       |
| 第49廻 | おやすみ                              | 田中仁   | もりたけし          | 中村侑登                | 犬塚政彦 渡辺健一 飯塚正則                                                       | いいのやすぞう      | 犬塚政彦          | 3月31日       |
| 第50廻 | フォーリンダム子                      | 志茂文彦 | 土屋日              | 吉本雅一                | 小島えり                                                                         | 高瀬健一            | 柴田ユウジ        | 4月7日        |
| 第51廻 | LAST TEST SHAMAN FIGHT                | 古田丈司 | 佐野聡彦            | 佐野聡彦                | 飯塚正則 佐野聡彦 犬塚政彦 柴田ユウジ 外山陽介 ECHO へばらぎ                     | いいのやすぞう      | 飯塚正則 佐野聡彦 | 4月14日       |
| 第52廻 | SHAMAN KING GOD END                   | 米村正二 | 古田丈司            | 四ノ宮春                | 渡辺健一 飯泉俊臣 陸田聡志 西島圭祐 柴田ユウジ 飯塚正則 糸島雅彦 白鳥弘公 森悦史 | 高瀬健一            | 渡辺健一          | 4月21日       |

#### 放送局 (2021)
| 放送期間                                             | 放送時間                     | 放送局                             | 対象地域・備考                                              |
| ---------------------------------------------------- | ---------------------------- | ---------------------------------- | ----------------------------------------------------------- |
| 2021年4月1日 - 2022年4月21日                         | 木曜 17:55 - 18:25           | テレビ東京（製作局） ほか系列全6局 | 北海道・関東広域圏・愛知県・ 大阪府・岡山県・香川県・福岡県 |
| 2021年4月2日 - 2022年4月22日                         | 金曜 0:30 - 0:59（木曜深夜） | BSテレ東                           | BS/BS4K放送                                                 |
|                                                      | 金曜 20:30 - 21:00           | AT-X                               | CS放送 / リピート放送あり                                   |
| 2021年7月12日 -                                      | 月曜 2:00 - 2:30（日曜深夜） | びわ湖放送                         | 滋賀県                                                      |
| テレビ東京系列（BSテレ東を含む）では字幕放送を実施。 |                              |                                    |                                                             |

| 配信開始日    | 配信時間           | 配信サイト |
| ------------- | ------------------ | --- |
| 2021年4月1日  | 木曜 19:00 更新    | Netflix |
| 2021年4月8日  | 木曜 20:00 更新    | ABEMAビデオ Amazon Prime Video バンダイチャンネル dTV dアニメストア FOD GYAO! Hulu Paravi Rakuten TV U-NEXT ビデオマーケット クランクイン！ビデオ |
|               | 木曜 21:30 更新    | ニコニコチャンネル |
|               | 木曜 21:30 - 22:00 | ニコニコ生放送 |
|               | 木曜 22:00 - 22:30 | ABEMA |
| 2021年4月12日 | 月曜 12:00 更新    | ふらっと動画 |

| テレビ東京 木曜 17:55 - 18:25     | テレビ東京 木曜 17:55 - 18:25                           | テレビ東京 木曜 17:55 - 18:25                                                                      |
| 前番組                            | 番組名                                                  | 次番組                                                                                             |
| --------------------------------- | ------------------------------------------------------- | -------------------------------------------------------------------------------------------------- |
| 遊☆戯☆王SEVENS ベストセレクション | SHAMAN KING - ※ここまでネットワークセールスのアニメ番組 | 記憶捜査2〜新宿東署事件ファイル〜（再放送） ※17:30 - 18:25 - ※ここからローカルセールスの帯ドラマ枠 |

#### Blu-ray BOX
| 巻 | 発売日         | 収録話          | 規格品番       |
| -- | -------------- | --------------- | -------------- |
| 1  | 2021年8月25日  | 第1廻 - 第13廻  | KIZX-90455〜8  |
| 2  | 2021年11月24日 | 第14廻 - 第27廻 | KIZX-90459〜61 |
| 3  | 2022年2月23日  | 第28廻 - 第39廻 | KIZX-90462〜4  |
| 4  | 2022年5月25日  | 第40廻 - 第52廻 | KIZX-90465〜9  |

#### Webラジオ
日笠陽子（麻倉葉 役）がパーソナリティーを務めるラジオ番組『ラジオ『SHAMAN KING』“ことだまモード”』が、2022年1月19日から4月27日まで文化放送の超!A&G+にて毎週水曜日に配信。YouTubeにてアーカイブ配信も行われている。
ゲスト
- 第1廻・第2廻：林原めぐみ（恐山アンナ 役）
- 第3廻：吉田守芳（担当編集）
- 第4廻：前田氏（宣伝担当）
- 第5廻・第6廻：犬山イヌコ（小山田まん太 役）
- 第7廻・第8廻：くまいもとこ（チョコラブ・マクダネル 役）
- 第9廻：小西克幸（阿弥陀丸 役）
- 第10廻・第11廻：うえだゆうじ（ホロホロ 役）
- 第12廻・第13廻：田中正彦（梅宮竜之介 役）
- 第14廻・第15廻：高山みなみ（ハオ 役）

## 関連商品

### CD
- シャーマンキング コミックスイメージアルバム
- シャーマンキング ボーカルコレクション 〜歌の万辞苑〜
  - オープニングテーマ「Over Soul」、エンディングテーマ「trust you」、アニメ挿入歌「SILENT WEAPON」「流露」を含むアルバム。
- シャーマンキング オリジナルサウンドトラック
- シャーマンキング ドラマ&キャラクターソング集 「恐山ル・ヴォワール〜prologue to shaman〜」
- シャーマンキング ドラマ&キャラクターソング集 「恐山ル・ヴォワール〜au revoir〜」
- S.F.O.V I 「S.F.O.V」 I With Deteremined Passion/事理 [Maxi] （麻倉葉 & 道蓮）
- S.F.O.V II （木刀の竜 & ホロホロ・BT：センジュ）
- S.F.O.V III （ファウストVIII世 & リゼルグ・BT：ルドセブ）
- S.F.O.V IV （アイアンメイデンジャンヌ & マルコ・BT：サティ）
- S.F.O.V V （恐山アンナ & 小山田まん太）
- S.F.O.V VI （ハオ & チョコラブ）

### ゲーム
GB・GBAはキングレコード、PS・WSC・GC・PS2はバンダイ（後のバンダイナムコゲームス）、リアル脱出ゲームはSCRAPより発売。
- シャーマンキング 超・占事略決 ふんばり編/メラメラ編（GBC）2001年12月21日同時発売
- シャーマンキング スピリット オブ シャーマンズ（PS） 2002年6月6日発売
- シャーマンキング 超・占事略決2（GBA）2002年7月26日発売
- シャーマンキング 未来への意志（WSC）2002年8月29日発売
- シャーマンキング 超・占事略決3（GBA）2002年12月13日発売
- シャーマンキング ソウルファイト（GC） 2003年3月28日発売
- シャーマンキング ふんばりスピリッツ（PS2） 2004年4月8日発売
- SHAMAN KING ふんばりクロニクル（iOS / Android） 2021年12月8日配信[64]
- リアル脱出ゲーム×SHAMAN KING『閉ざされたハオ迷宮からの脱出』（キット通販型のリアル脱出ゲーム（オンライン環境必須））2023年6月29日販売開始、同年7月13日プレイ開始[65]

#### 海外版
以下は日本未発売である。
- Shaman King: Power of Spirit（シャーマンキング パワー オブ スピリット）（PS2）
- Shaman King: Master of Spirits（シャーマンキング マスター オブ スピリッツ）（GBA）
- Shaman King: Master of Spirits 2（シャーマンキング マスター オブ スピリッツ2）（GBA）